# Posca

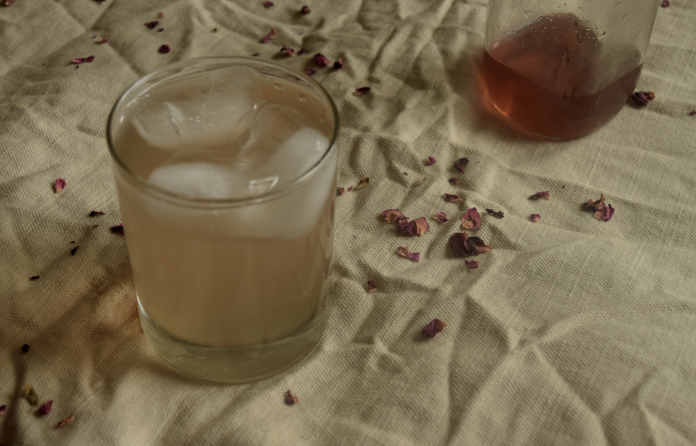
Um copo de posca moderna com gelo

Posca era uma bebida romana antiga feita misturando vinagre de vinho e água. Reforçante, mas menos nutritivo e saboroso do que o vinho, era tipicamente uma bebida para soldados, classes baixas e escravos.

## Etimologia e elaborações posteriores
A palavra posca é derivada do latim potor ("beber") ou do grego epoxos ("muito forte").  Como os gregos não tinham uma palavra para posca, fontes escritas em grego, como Plutarco e os Evangelhos, usam a palavra οξος (oxos, "vinagre") em seu lugar (traduzido como acetum na Bíblia Vulgata). A palavra finalmente migrou para o grego por volta do século VI d.C., quando o exército bizantino continuou a tradição romana, bebendo o que eles chamavam de phouska. Esta palavra (às vezes traduzida como phoukas) pode, em alguns contextos, significar cerveja.
O que certamente significava originalmente, como a posca latina, era vinagre e água, a bebida regular do exército romano clássico em dias ruins. Assim, Aécio dá, e Paulo de Egina repete, uma receita para uma "phouska palatável e laxante" que inclui cominho, semente de erva-doce, poejo, semente de aipo, anis, tomilho, escamônia e sal a serem adicionados ao líquido básico, que é explicitamente chamou o oxykraton de "vinagre diluído em água". 

## Uso
O uso generalizado de posca é atestado por numerosas menções de fontes antigas que vão desde a História Natural de Plínio, o Velho, até as comédias de Plauto. Quando em campanha, generais e imperadores podiam mostrar sua solidariedade aos soldados comuns bebendo posca, como fizeram Catão, o Velho (conforme registrado por Plutarco) e o imperador Adriano, que de acordo com a Historia Augusta "realmente levava uma vida de soldado [...] e, seguindo o exemplo de Cipião Emiliano, Metellus, e seu próprio pai adotivo Trajano, comiam alegremente ao ar livre comida de acampamento como bacon, queijo e vinagre." Um decreto de 360 D.C. ordenou que os escalões inferiores do exército bebessem posca e vinho em dias alternados. 
Girolamo Cardano, em seu Encomium Neronis de 1562, atribuiu a superioridade dos exércitos romanos a apenas três fatores: a grande quantidade de recrutas, sua robustez e capacidade de carregar pesos pesados devido ao treinamento, e bons alimentos como carne de porco salgada, queijo, e o uso de posca como bebida. 